# Кохановский, Ян Юзефович
Ян Юзефович Кохановский (1894 — 20 октября 1942, Наумовичи, Подлабенский сельсовет) — преподаватель мужской гимназии в Гродно, создатель Гродненского зоопарка.

## Деятельность
Ян Кохановский работал в мужской гимназии имени Адама Мицкевича, которая с 1920 года находилась на месте бывшего реального училища имени царевича Алексея. Как организатор и педагог, он пользовался большим авторитетом в Гродно. Ему удалось объединить учителей биологии школ города. На регулярных совместных заседаниях под его старшинством обсуждали вопросы преподавания биологии, охраны и изучения местной природы.
В 1924 году Кохановский стал одним из инициаторов создания в Гродно Общества любителей природы. При поддержке данного общества он добился от магистрата разрешения заложить учебный ботанический сад. На территории площадью 0,3 га, прилежащей к мужской гимназии, в 1926 году были разбитые грядки и клумбы. Подбор растений осуществлялся в соответствии с учебной программой. В первый год существования в ботаническом саду росло 309 видов растений. В 1928 году их количество увеличилось до 830, включая деревья и кустарники. Для лучшего понимания развития природы растения были разделены по группах и типах с учётом систематики. Их выращиванием занимались учащиеся и члены кружка любителей природы.
Позднее Кохановский значительно расширил сад. Кроме того, он создал в гимназии живой уголок, первым обитателем которого стал чёрный бобр, пойманный рыбаками под местечком Лунно. Вскоре рядом с клеткой чёрного бобра появился вольер с козой, клетки с барсуками и ёжиками, зайцами и волком. Изначально имелось 17 видов зверей и птиц, преимущественно местных, в том числе редких. После расширения сад стал называться биологическим. Но из-за малой площади трудно было содержать животных, для них не хватало помещений. Кохановский при поддержке общественности добился от магистрата выделения площадей для зоопарка.
До сегодняшнего дня неизвестна точная дата и даже год открытия зоопарка. Информация в различных источниках колеблется между 1927 и 1930.
По городской легенде, которую пересказывал писатель Алексей Карпюк, к развитию гродненского зоопарка причастен президент Польши Игнаций Мосцицкий, который в 1933 году посетил Гродно. Якобы Ян Кохановский смог тогда поговорить с ним и пожаловаться, что у зоопарка маленькая площадь. После этого городские власти выкупили у князя Яна Друцкого-Любецкого кусок земли для его расширения. Это способствовало тому, что к 1939 г. гродненский зоопарк стал самым лучшим зоопарком в межвоенной Польше после варшавского и познаньского.

## Гибель
В годы войны Кохановского, как известного представителя интеллигенции, немцы неоднократно брали в заложники.
13 октября 1942 года местный контрабандист Витальд Матушевский убил полицая и немецкого солдата. За это оккупационные власти потребовали немедленной выдачи виновного и дали срок до 18 октября. В противном случае они грозили убить 100 человек. Когда к назначенной дате Матушевский не явился, гитлеровцы стали брать в заложники людей, в основном интеллигенцию. Среди заложников оказался и Ян Кохановский.
Общественность города пришла к оккупационным властям с просьбой об освобождении заложников. Шеф гестапо Фром, получив взятку, пошёл на некоторые уступки: вместо 100 он приказал убить 25 человек. Кохановский попал в число счастливчиков, но решил спасти Юзефа Вевюрского — директора школы № 8, депутата городской рады, у которого было шестеро детей. Он договорился с немцами и пошёл на расстрел вместо Вевюрского.
20 октября 1942 г. Яна Кохановского и остальных заложников — 20 жителей Гродно и 5 пригородных деревень — доставили на форт № 2 Гродненской крепости около деревни Наумовичи, где и расстреляли.

## Личная жизнь
Ян Кохановский жил с сестрой Софьей, также учительницей, в доме по улице 11-го ноября (сейчас 17-го сентября). Собственной семьёй он так и не обзавёлся, так как был безответно влюблён в замужнюю женщину. Всю его жизнь заполняли работа и общественная деятельность. В него самого была влюблена некая Валентина Кунахович, которая после расстрела педагога отыскала тело Кохановского и похоронила возлюбленного на старом католическом кладбище рядом с его братом Болеславом (дата смерти 1934 г.).

## Память
В Гродно его именем названа улица около зоопарка.